# Phare de Lennard Island
Le phare de Lennard Island est un phare situé sur une petite île  de Clayoquot Sound sur la côte ouest de l'île de Vancouver, dans le District régional d'Alberni-Clayoquot (Province de la Colombie-Britannique), au Canada.
Ce phare est géré par la Garde côtière canadienne .

## Histoire
Le premier phare, érigé en 1904 sur une petite île en baie de Clayoquot proche de Tofino, était une tour octogonale en bois, avec galerie et lanterne en métal. La maison d'origine des gardiens a été remplacée en 1927 à cause d'un incendie.

## Description
Le phare actuel, datant de 1968, est une tour cylindrique blanche en fibre de verre, avec une galerie et lanterne rouge, de 18 m de haut. Il émet, à une hauteur focale de 35 m, un éclat blanc toutes les 5110 secondes. Sa portée nominale est de 17 milles nautiques (environ 31 km).
La station, contenant de nombreux bâtiments, est pourvue en personnel dans une maison de deux étages et autres locaux techniques.
Identifiant : ARLHS : CAN-273 - Amirauté : G-5242 - NGA : 14004 - CCG : 0134 .

## Caractéristique duFeu maritime
Fréquence : 10 secondes (W)
- Lumière : 0.2 seconde
- Obscurité : 9.8 secondes

### Lien connexe
- Liste des phares de la Colombie-Britannique